# Leava Reka, Stara Zagora
Leava Reka (în bulgară Лява Река) este un sat în comuna Gurkovo, regiunea Stara Zagora,  Bulgaria. 

## Demografie
Componența etnică a satului Leava Reka
     Bulgari (100%)
     Nicio identificare (0%)
     Altele (0%)
La recensământul din 2011, populația satului Leava Reka era de 30 locuitori. Din punct de vedere etnic, toți locuitorii erau bulgari.